# طوبينيات جرابية وأشباهها
الطوبينيات الجرابية وأشباهها (الاسم العلمي: Notoryctemorphia) هي رتبة من الثدييات تتبع فوق رتبة بعد وحشيات فجرية من الجرابيات الأسترالية.

## التصنيف
- الطوبينيات الجرابية
  - الطوبين الجرابي
    - طوبين جرابي جنوبي
    - طوبين جرابي شمالي